# Depósito de Louisville and Nashville Railroad (Evergreen)
El Depósito de Louisville and Nashville Railroad es una histórica estación de ferrocarril ubicada en Evergreen, Alabama, Estados Unidos.

## Historia
El edificio de la estación fue construido por Louisville & Nashville Railroad en 1907 a un costo de $14,911. A principios del siglo XIX, la estación sirvió como lugar de reunión para una de las ocasiones sociales de la pequeña ciudad, la reunión del tren del domingo por la tarde. Actualmente la estación se encuentra en buen estado de conservación, sin embargo estuvo bajo amenaza de demolición durante la década de 1970. El último servicio de tren que utilizó la estación fue el Gulf Breeze de Amtrak, que se detuvo en Evergreen durante su recorrido de 1989 a 1995.
La estación fue incluida en el Registro Nacional de Lugares Históricos el 3 de abril de 1975.

## Descripción
El edificio de un piso con estructura de madera descansa sobre una base baja de concreto. Es aproximadamente cruciforme en planta, midiendo 167 x 49 pies (50,9 x 14,9 m) en sus puntos más anchos.